# Zero (sång)
"Zero" är även en låt och singel av gruppen Yeah Yeah Yeahs.
"Zero" är en låt av det amerikanska rockbandet The Smashing Pumpkins, skriven av sångaren och gitarristen Billy Corgan. Den utgavs som tredje singel från dubbelalbumet Mellon Collie and the Infinite Sadness i april 1996, i form av en 7-spårig EP. "Zero" karaktäriseras på dess upprepande gitarriff, och hör till gruppens tyngre, mer heavy metal-influerade låtar.

## Låtlista (EP)
Alla låtar skrivna av Billy Corgan om inget annat anges.
1. "Zero" – 2:39
2. "God" – 3:09
3. "Mouths of Babes" – 3:46
4. "Tribute to Johnny" (Corgan/James Iha) – 2:34
5. "Marquis in Spades" – 3:17
6. "Pennies" – 2:28
7. "Pastichio Medley" – 23:00

## Musikvideo
Musikvideon till Zero är regisserad av Billy Corgans dåvarande flickvän Yelena Yemchuk, och visar hur en bandet uppträder som underhållning åt en rommersk publik i deras herrgård. 
I bakgrunden kan man se James K. Polks president fotografi hänger som en tavla i rummet.

## Coverversioner
- Metalcore-bandet Evergreen Terrace har spelat in Zero på två av deras album: Writer's Block och som liveversion på At Our Worst.
- Bandet 32 Leaves spelade in Zero till hyllningsalbumet The Killer in You.
- Bandet Evanescence har framfört Zero vid flera av deras konserter.

## Medverkande
- Billy Corgan – sång, gitarr
- James Iha – gitarr
- D'arcy Wretzky – bas
- Jimmy Chamberlin – trummor